# Урибе (комарка)

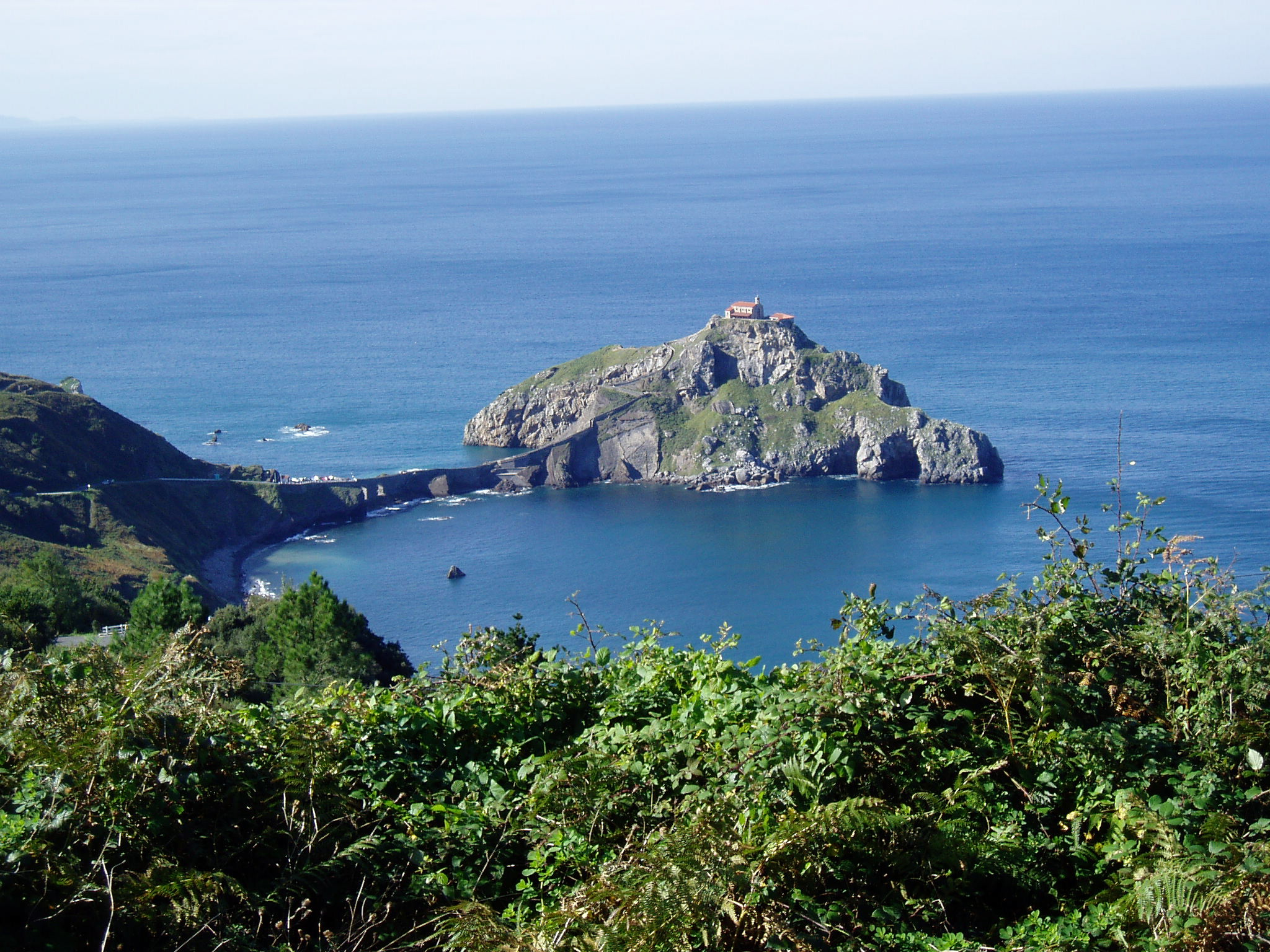

Урибе (исп. и баск. Uribe)  — район (комарка) в Испании, входит в провинцию Бискайя в составе автономного сообщества Страна Басков.

## Муниципалитеты
1. Аррьета
2. Бакио
3. Баррика
4. Беранго
5. Дерио
6. Эрандио
7. Фрунис
8. Гамис-Фика
9. Гатика
10. Горлис
11. Ларрабесуа
12. Лаукинис
13. Лемонис
14. Лесама
15. Лухуа
16. Марури-Хатабе
17. Меньяка
18. Мунгиа
19. Пленсиа
20. Сондика
21. Сопелана
22. Урдулис
23. Самудио (Бискайя)